# Mont Ventoux Dénivelé Challenge 2023
De 5e editie van de wielerwedstrijd Mont Ventoux Dénivelé Challenge vond plaats op 13 juni 2023. Titelverdediger was de Portugees Ruben Guerreiro. Deze editie werd gewonnen door de Fransman Lenny Martinez, op 19-jarige leeftijd. Martinez liet in een felle sprint de sterke Michael Woods achter zich. De Brit Simon Carr eindigde als derde. De wedstrijd was onderdeel van de UCI ProSeries en was vanwege slechte weersomstandigheden met 55 kilometer ingekort. Dit zorgde ervoor dat de renners de Mont Ventoux één enkele keer hoefden te beklimmen.
Normaliter zou eveneens een wedstrijd bij de vrouwen plaatsvinden, echter werd deze vanwege financiële redenen vroegtijdig afgelast.

## Uitslag
| Plaats  | Naam                   | Ploeg                 | tijd     |
| ------- | ---------------------- | --------------------- | -------- |
| Winnaar | Lenny Martinez         | Groupama-FDJ          | 2u48'41" |
| 2       | Michael Woods          | Israel-Premier Tech   | + 1"     |
| 3       | Simon Carr             | EF Education-EasyPost | z.t.     |
| 4       | Cristián Rodríguez     | Arkéa Samsic          | z.t.     |
| 5       | Clément Champoussin    | Arkéa Samsic          | + 13"    |
| 6       | Iván Ramiro Sosa       | Movistar Team         | + 14"    |
| 7       | Domenico Pozzovivo     | Israel-Premier Tech   | + 15"    |
| 8       | Valentin Paret-Peintre | AG2R-Citroën          | + 20"    |
| 9       | Diego Andrés Camargo   | EF Education-EasyPost | + 22"    |
| 10      | Mikel Bizkarra         | Euskaltel-Euskadi     | + 29"    |

Mannen
2019 · 2020 · 2021 · 2022 · 2023
Vrouwen
2022 · 2023